# Sebastian Haseney
Sebastian Haseney (surnommé Hasi), né le 27 août 1978 à Suhl, est un athlète du combiné nordique allemand.

## Carrière
Il fait ses débuts en Coupe du monde le 6 mars 1999 à Lahti en obtenant dès sa première course un podium (troisième). Son meilleur classement au général a été obtenu en 2004 avec une 6e place, cette même place est aussi son meilleur résultat aux Jeux olympiques d'hiver en 2006 à l'épreuve de l'individuel. Il a remporté sa première victoire en Coupe du monde en 2001 à Steamboat Springs et la deuxième en 2008 à Val di Fiemme en sprint.
Aux Championnats du monde, il a décroché deux médailles d'argent en épreuve par équipes en 2005 et 2007.
En 2011, il met fin à sa carrière sportive en raison notamment d'un manque de performance en saut.

## Palmarès

### Jeux olympiques d'hiver
| Épreuve / Édition | Épreuve / Édition | Salt Lake City 2002 | Turin 2006 |
| Sprint            | Sprint            | -                   | 29e        |
| Gundersen         | Gundersen         | 21e                 | 6e         |
| Par équipes       | Par équipes       | —                   | -          |

### Championnats du monde
| Épreuve / Édition | Épreuve / Édition | Ramsau 1999 | Lahti 2001 | Val di Fiemme 2003 | Oberstdorf 2005 | Sapporo 2007 | Liberec 2009 |
| Sprint            | Sprint            | 8e          |            |                    |                 | 26e          |              |
| Gundersen         | Gundersen         |             | 31e        | ?                  | 17e             | 9e           |              |
| Gundersen         | PT                |             |            |                    |                 |              | 7e           |
| Gundersen         | GT                |             |            |                    |                 |              |              |
| Par équipes       | Par équipes       | 6e          | 4e         |                    | Argent          | Argent       |              |

GT : grand tremplin / PT : petit tremplin.

### Coupe du monde
- Meilleur classement général : 6e en 2004.
- 15 podiums individuels : 2 victoires, 6 deuxièmes places et 7 troisièmes places,
- 4 podiums par équipes.

#### Détail des victoires individuelles
| Édition | Épreuve                                                   |
| 2001    | Steamboat Springs (Individuel – Tremplin normal / 7,5 km) |
| 2008    | Val di Fiemme (Sprint – HS34 / 7,5 km)                    |